# Skoky na lyžích

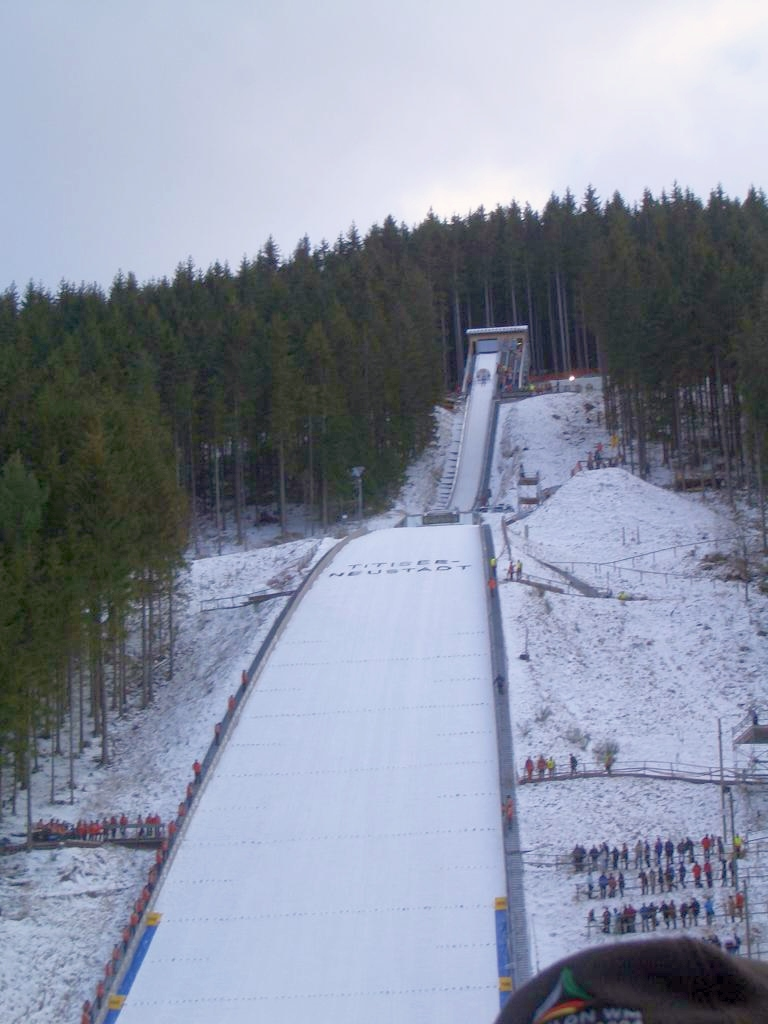
Můstek Hochfirstschanze v Titisee-Neustadt

Skoky na lyžích jsou převážně zimní sport, v němž se závodník snaží o co nejlépe obodovaný skok z můstku. Skoky na lyžích jsou také integrální součástí severské kombinace.

## Hodnocení skoků
Hodnocení se vytváří na základě součtu dvou údajů: bodů za délku skoku a bodů za styl od rozhodčích.
- body za délku skoku: každý závodník obdrží automaticky 60 bodů (výjimkou jsou mamutí můstky, u nichž se uděluje 120 bodů). V závislosti na dosažení tzv. konstrukčního bodu můstku (např. 120 metrů u můstků K120) získává (nebo ztrácí) další body. Za každý metr navíc/méně získá/ztrácí určité množství bodů závislé na typu můstku:
  - K20 – K24: 4,8 bodu za metr
  - K25 – K29: 4,4 bodu za metr
  - K30 – K34: 4 body za metr
  - K35 – K39: 3,6 bodu za metr
  - K40 – K49: 3,2 bodu za metr
  - K50 – K59: 2,8 bodu za metr
  - K60 – K69: 2,4 bodu za metr
  - K70 – K79: 2,2 bodu za metr
  - K80 – K99: 2 body za metr
  - K100 – K169: 1,8 bodu za metr
  - K170 a více: 1,2 bodu za metr. Pád stojí skokana sedm bodů.

Od sezóny 2010/2011 se k bodům získaným za vzdálenost a styl přičítají (popř. odečítají) body za sílu větru, neboť skokan se silnějším větrem proti je zvýhodněn (vítr nese, doplachtí dál) oproti skokanovi s větrem v zádech. Současně byl zaveden tzv. gate-faktor, bodová korekce podle výšky nájezdového okna, který umožňuje jury snížit (zvýšit) nájezd aniž by se muselo kolo opakovat. Cílem těchto opatření je jednak dosažení spravedlivějšího hodnocení, jednak plynulejší průběh závodů.

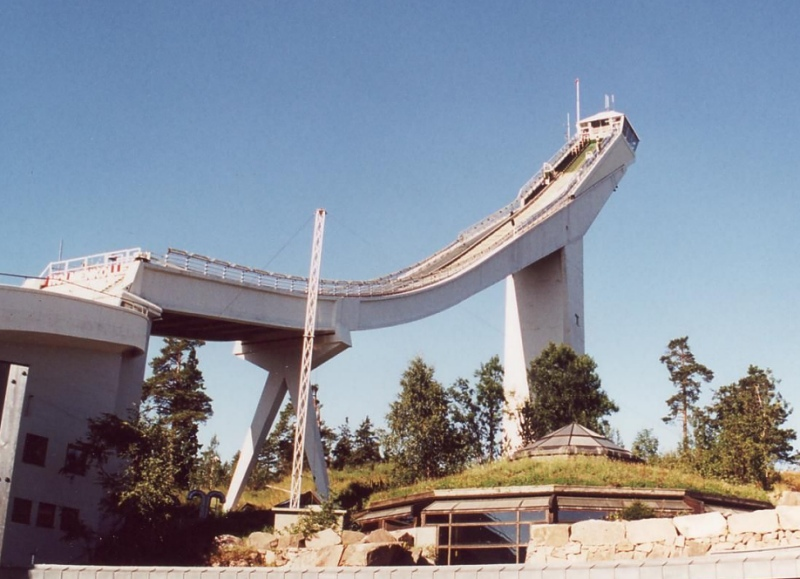
Slavný skokanský můstek v Holmenkollenu

Příklad: skokan skočí 123 m na můstku K120. Rozhodčí udělí známky: 18; 18,5; 18,5; 19; 18. Skokan získá 60 bodů za dosažení K120, další 3*1,8 bodu získá za jeho překročení. Za délku skoku tedy obdržel 65,4 bodu. U rozhodčích se nejvyšší (19) a nejnižší (1x18) známka škrtá a za styl tedy získává 55 bodů. Celkově získal 120,4 bodu.

## Průběh závodů
Z kvalifikace postupuje padesát závodníků. Postup do závodu má automaticky zajištěna první desítka v průběžném pořadí světového poháru. V prvním kole nastupují skokani od posledního postoupivšího z kvalifikace po nejvýše umístěné. Do druhého kola postoupí třicítka nejlepších skokanů. Každý postoupivší získává body do světového poháru (30. místo = 1 bod, 1. místo = 100 bodů).
Jiným způsobem probíhá Turné čtyř můstků: v prvním kole probíhá vyřazovacím způsobem. Vítěz kvalifikace nastupuje proti poslednímu postoupivšímu, druhý proti devětačtyřicátému atd. Vítěz duelu postupuje do druhého kola. Do něj se také dostane pět nejlépe bodovaných skokanů, kteří svůj duel prohráli (tzv. lucky losers). Druhé kolo již probíhá tradičně.

## Typy mezinárodních závodů
- Olympijské hry (jednou za čtyři roky; skoky jsou součástí OH od roku 1924)
- Mistrovství světa (jednou za dva roky, v rámci MS v severských disciplínách; od roku 1925)
- Mistrovství světa v letech na lyžích (jednou za dva roky; od roku 1972)
- Světový pohár (jeho součástí je i prestižní Turné čtyř můstků; od sezony 1979/1980)
- Kontinentální pohár („druhá liga“)
- Pohár FIS („třetí liga“, od sezony 2005/2006)
- Letní Grand Prix (od roku 1994)
- Světový pohár žen

## Rozšíření skoků
Popularita skoků na lyžích je omezena na několik převážně evropských zemí. Mezi tradiční skokanské země je považováno především Finsko, Norsko, Německo, Rakousko, Slovinsko a Polsko. Skoky jsou dále relativně populární a úspěšné ve Švýcarsku, Česku, Francii, Itálii a Rusku. Mezinárodních závodů se též účastní skokani z Estonska, Rumunska, Bulharska, Běloruska, Ukrajiny a Turecka. 
V Asii se skokům daří v Japonsku, méně pak v Jižní Koreji, Číně a Kazachstánu.
Na západ od nultého poledníku se skáče v USA a v Kanadě.
Na jižní polokouli je jediný skokanský můstek v argentinském San Carlos de Bariloche.

## Historie

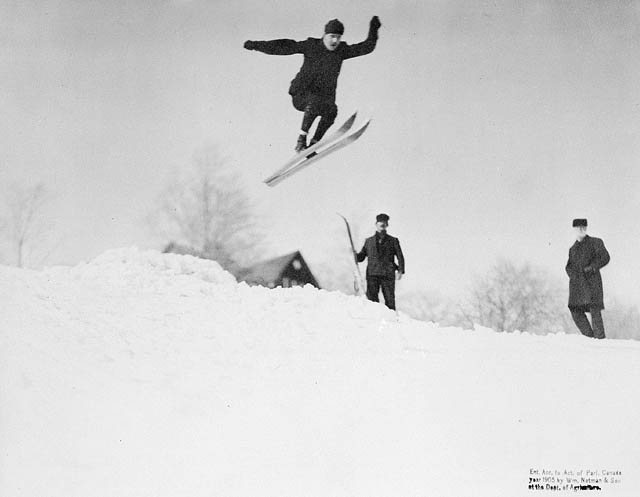
Skoky na lyžích v roce 1905

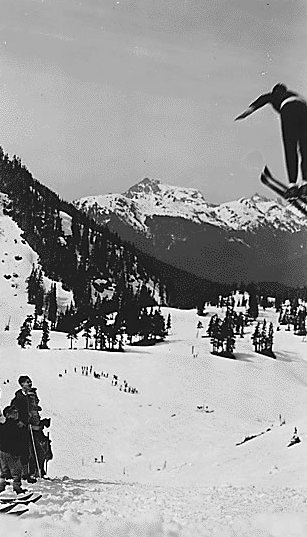
...a v roce 1936

Skoky na lyžích vznikly v norském Morgedalu. Již v roce 1809 byl stanoven první světový rekord a dosáhl jej Olaf Rye. 
První soutěž se konala v Trysilu v roce 1862. První známé klání vzniklo v Husebybakkenu v roce 1879. V roce 1892 se přesunulo do Holmenkollenu, který je „mekkou“ této disciplíny. Zde měl také premiéru příbuzný sport: severská kombinace, která se skládá ze skoků a běhu na lyžích. Od roku 1924 jsou skoky součástí zimních olympijských her. Od roku 1953 se v Rakousku a Německu koná slavné Turné čtyř můstků (dříve Intersport turné).
Československé a po roce 1993 české skoky na lyžích zažily tři slavná období.
1923 – 1933 – Skoky na lyžích jsou již velmi populární. Např. na harrachovské závody v roce 1923 přišlo dvacet tisíc návštěvníků. Mezi největší české úspěchy této éry patří první místo a bronz z mistrovství světa v roce 1925 (Willen Dick, Franz Wende), stříbro z MS 1927 a 1933 (Dick, resp. Rudolf Burkert) a bronz z olympijských her 1928 (Burkert).
1968 – 1975 – Éra trenéra Zdeňka Remsy a skokana Jiřího Rašky, českého lyžaře století.
Raška získal zlato a stříbro na OH (1968), stříbro z MS (1970), bronz z MS v letech (1972) a je prvním českým vítězem Turné čtyř můstků (1972). Karel Kodejška lety na lyžích vyhrál (1975) a dva roky před tím skončil v téže disciplíně bronzový.
Rudolf Höhnl vybojoval na MS v roce 1974 bronz.
1983 – 1994 – éra skokanů Pavla Ploce, Jiřího Parmy, Františka Ježe, Jaroslava Sakaly a dalších. Čeští skokani vyhráli MS (Parma, 1987), MS v letech na lyžích (Sakala, 1994) a v součtu 22 závodů Světového poháru. Z olympijských her si odvezli stříbro (Ploc, 1988) a dva bronzy (Ploc, 1984; Jiří Malec, 1988). Na MS krom Parmy uspěl dvakrát Sakala (stříbrný a bronzový v roce 1993). Mezi letci se dařilo Plocovi (2. místo v roce 1983, o dva roky později bronzový). Úspěšný byl i český reprezentační tým, který skončil 2. na MS v roce 1993 a třikrát třetí za Československo (MS 1984, 1989, OH 1992)
Další úspěchy přišly až v následujícím století díky Jakubu Jandovi, který vyhrál Světový pohár (2006), šest závodů SP, Turné čtyř můstků (2006), letní Grand Prix (2005) a skončil stříbrný a bronzový na MS 2005.
Po vítězné sezóně ve SP šly výkony Jakuba Jandy dolů, ale objevily se další talenty, a to zejména Jan Matura, Roman Koudelka, Antonín Hájek a Lukáš Hlava. Žádný z nich ale nedosáhl úspěchů Jakuba Jandy. Roman Koudelka ale prožíval velký průlom v sezóně 2011/2012, ve které už dokázal skončit pátý v celkovém pořadí Turné čtyř můstků, skončil druhý v závodě ve Willingenu a pravidelně se umisťuje v nejlepší desítce v závodech SP. V sezóně 2014/2015 dokonce vyhrál závody v Klingenthalu, Lillehammeru, Engelbergu a Sapporu.
V posledních letech se do českého týmu dostávají mladí skokani a vyplňují tak mezeru po Jandovi, Maturovi a Hájkovi. Mezi mladé naděje českého skoku patří Vojtěch Štursa, Čestmír Kožíšek, Viktor Polášek, Tomáš Vančura, Roman Koudelka, Filip Sakala nebo František Holík.

### Vybrané světové rekordy
- 1879 – 23 m – Torjus Hemmesvit (NOR)
- 1913 – 51.5 m – Ragnar Omtvedt (NOR)
- 1930 – 75 m – Adolph Badrutt (SUI)
- 1936 – 101 m – Sepp Bradl (AUT)
- 1948 – 120 m – Fritz Tschannen (SUI)
- 1967 – 150 m – Lars Grini (NOR)
- 1976 – 176 m – Toni Innauer (AUT)
- 1985 – 191 m – Matti Nykänen (FIN)
- 1987 – 194 m – Piotr Fijas (POL)
- 1994 – 203 m – Toni Nieminen (FIN)
- 2000 – 225 m – Andreas Goldberger (AUT)
- 2003 – 231 m – Matti Hautamäki (FIN)
- 2005 – 239 m – Bjørn Einar Romøren (NOR) [pozn. 1]
- 2011 – 246,5 m – Johan Remen Evensen (NOR)
- 2015 – 250 m – Peter Prevc (SLO)
- 2015 – 251,5 m – Anders Fannemel (NOR)
- 2017 – 252 m – Robert Johansson (NOR)
- 2017 – 253,5 m – Stefan Kraft (AUT)
- 2024 – 291 m – Ryoyu Kobayashi (JPN) neoficiální světový rekord
- 2025 - 254,5 m – Domen Prevc (SLO)

### Čechoslováci mezi světovými rekordmany
- 1964 – 142 m – Dalibor Motejlek
- 1969 – 164 m – Jiří Raška
- 1983 – 181 m – Pavel Ploc

### Rekordy
| Kategorie                                                | Skokan                                    | Rekord                 | Datum/rok              |
| Skoky na lyžích na ZOH                                   | Skoky na lyžích na ZOH                    | Skoky na lyžích na ZOH | Skoky na lyžích na ZOH |
| -------------------------------------------------------- | ----------------------------------------- | ---------------------- | ---------------------- |
| Nejvíce výher                                            | Simon Ammann,                             | 4                      | 2002–2010              |
| Nejvíce medailí                                          | Matti Nykänen                             | 5                      | 1984–1988              |
| Nejvíce týmových vítězství                               | Finsko                                    | 2                      | 1988–1992              |
| Nejvíce týmových vítězství                               | Německo                                   | 2                      | 1994–2002              |
| Nejvíce týmových vítězství                               | Rakousko                                  | 2                      | 2006–2010              |
| Nejvíce týmových medailí                                 | Rakousko                                  | 5                      | 1992–2010              |
| Nejmladší vítěz (Albertville)                            | Toni Nieminen                             | 16 let 261 dnů         | 1992                   |
| Nejstarší vítěz (Lillehammer)                            | Jens Weissflog                            | 29 let 214 dnů         | 1994                   |
| Nejstarší medailista (Soči)                              | Noriaki Kasai                             | 41 let 254 dní         | 2014                   |
| Nejvíce ZOH                                              | Noriaki Kasai                             | 8                      | 1992–2018              |
| Mistrovství světa (1925–2018)                            |                                           |                        |                        |
| Nejvíce výher v individuálních závodech                  | Adam Małysz                               | 4                      | 2001–2007              |
| Nejvíce medailí z individuálních závodů                  | Adam Małysz                               | 6                      | 2001–2011              |
| Nejvíce medailí                                          | Gregor Schlierenzauer                     | 11                     | 2007--2015             |
| Nejvíce medailí                                          | Thomas Morgenstern                        | 11                     | 2005--2013             |
| Nejvíce týmových výher                                   | Rakousko                                  | 9                      | 1984–2015              |
| Nejvíce týmových medailí                                 | Rakousko                                  | 16                     | 1984–2015              |
| Nejmladší vítěz (Thunder Bay)                            | Tommy Ingebrigtsen                        | 17 let 222 dnů         | 1995                   |
| Nejstarší vítěz (Val di Fiemme)                          | Anders Bardal                             | 30 let 183 dnů         | 2013                   |
| Nejvíce mistrovství světa                                | Noriaki Kasai                             | 13                     | 1989–2015              |
| Mistrovství světa v letech na lyžích (1972–2016)         |                                           |                        |                        |
| Nejvíce individuálních vítězství                         | Walter Steiner                            | 2                      | 1972–1977              |
| Nejvíce individuálních vítězství                         | Sven Hannawald                            | 2                      | 2000–2002              |
| Nejvíce individuálních vítězství                         | Roar Ljøkelsøy                            | 2                      | 2004–2006              |
| Nejvíce individuálních medailí                           | Matti Nykänen                             | 5                      | 1983–1990              |
| Nejvíce medailí                                          | Janne Ahonen                              | 7                      | 1996–2008              |
| Nejvíce týmových výher                                   | Raousko                                   | 3                      | 2008--2012             |
| Nejvíce týmových výher                                   | Norsko                                    | 3                      | 2004--2006,2016        |
| Nejvíce týmových medailí                                 | Norsko                                    | 5                      | 2004–2010,2016         |
| Nejvíce týmových medailí                                 | Rakousko                                  | 5                      | 2004--2016             |
| Nejmladší vítěz (Oberstdorf)                             | Gregor Schlierenzauer                     | 18 let 47 dnů          | 2008                   |
| Nejstarší vítěz (Vikersund)                              | Robert Kranjec                            | 29 let 228 dnů         | 2006                   |
| Nejvíce účastí                                           | Noriaki Kasai                             | 10                     | 1992--2016             |
| Turné čtyř můstků (1952–2016)                            |                                           |                        |                        |
| Nejvíce celkových výher                                  | Janne Ahonen                              | 5                      | 1999–2008              |
| Nejvíce vítězných závodů                                 | Jens Weissflog                            | 10                     | 1983–1996              |
| Nejmladší vítěz závodu (Oberstdorf)                      | Toni Nieminen                             | 16 let 212 dnů         | prosinec 1991          |
| Nejstarší vítěz závodu (Bischofshofen)                   | Jens Weissflog                            | 31 let 169 dnů         | leden 1996             |
| Nejmladší vítěz celkově                                  | Toni Nieminen                             | 16 let 220 dnů         | 1991–92                |
| Nejstarší vítěz celkově                                  | Jens Weissflog                            | 31 let 169 dnů         | 1995–96                |
| Nejvíce účastí                                           | Noriaki Kasai                             | 27                     | 1988--2016             |
| Světový pohár ve skocích na lyžích (1979–2018)           |                                           |                        |                        |
| Nejvíce celkových vítězství                              | Matti Nykänen                             | 4                      | 1983–1988              |
| Nejvíce celkových vítězství                              | Adam Małysz                               | 4                      | 2001–2007              |
| Nejvíce vítězství                                        | Gregor Schlierenzauer                     | 53                     | 2007–dosud             |
| Nejvíce umístění na stupních vítězů                      | Stefan kraft                              | 109                    |                        |
| Nejvíce umístění v TOP10                                 | Janne Ahonen                              | 247                    | 1993–2011              |
| Nejvíce týmových výher                                   | Rakousko                                  | 27                     | 1990–2015              |
| Nejvíce týmových medailí                                 | Rakousko                                  | 64                     | 1990–2016              |
| Nejvíce účastí v individuálních závodech                 | Noriaki Kasai                             | 543                    | 1989–dosud             |
| Nejvíce účastí v týmových závodech                       | Noriaki Kasai                             | 69                     | 1990–dosud             |
| Nejvíce účastí v závodech                                | Noriaki Kasai                             | 612                    | 1989–dosud             |
| Nejvíce sezón                                            | Noriaki Kasai                             | 29                     | 1989–dosud             |
| Nejvíce výher v individuálních leteckých závodech        | Gregor Schlierenzauer                     | 14                     | 2006–dosud             |
| Nejmladší vítěz závodu (Lahti)                           | Steve Collins                             | 15 let 362 dnů         | 1980                   |
| Nejstarší vítěz závodu (Ruka)                            | Noriaki Kasai                             | 42 let 176 dnů         | 2014                   |
| Nejmladší vítěz celkově                                  | Toni Nieminen                             | 16 let 303 dnů         | 1991–92                |
| Nejstarší vítěz celkově                                  | Anders Bardal                             | 29 let 207 dnů         | 2011–12                |
| Nejvíce výher v jedné sezóně                             | Peter Prevc                               | 15                     | 2015-16                |
| Nejvíce bodů v jedné sezóně                              | Peter Prevc                               | 2303                   | 2015-16                |
| Další rekordy                                            |                                           |                        |                        |
| První let za 100 m (Planica)                             | Sepp Bradl                                | 101 m                  | 1936                   |
| První let za 200 m (Planica)                             | Andreas Goldberger (s pádem, nezapočítán) | 202 m                  | 1994                   |
| První let za 200 m (Planica)                             | Toni Nieminen (oficiální)                 | 203 m                  | 1994                   |
| První let za 250 m (Vikersund)                           | Peter Prevc                               | 250 m                  | 2015                   |
| Nejvíce letů za 200 m                                    | Robert Kranjec                            | 198                    | 1997–dosud             |
| Světový rekord (Vikersund)                               | Stefan Kraft                              | 253,5 m                | 2017                   |
| Neoficiální světový rekord (Vikersund, s pádem, neuznán) | Dimitrij Vasiljev                         | 254 m                  | 2015                   |
| První závod světového poháru                             | Cortina d'Ampezzo                         | prosinec 1979          | prosinec 1979          |
| První týmový závod světového poháru                      | Lahti                                     | březen 1990            | březen 1990            |